# Maictes Mamicônio (filho de Manuel)
Maictes (em grego: Μαΐκτης; romaniz.: Maíktēs; em armênio: Հմայեակ; romaniz.: Hmayeak) foi um nobre armênio (nacarar) do século IV, membro da família Mamicônio.

## Nome
Maictes (Μαΐκτης, Maïktēs) é a forma grega do armênio Hemaieaque (Հմայեակ, Hmayeak). Deriva do parta Humai (Hu-māy [hwmy]) e Humaiaque (Hu-māy-ak [hwmyk]), que por sua vez deriva do iraniano antigo Humaiaca (*Hu-māya-ka-), "tem boa habilidade, bons feitiços, bom poder mágico". Foi registrado em avéstico como Humaia (Hu-māiiā- (fem.)) e Humaiaca (Hu-maiia-ka- (masc.)).

## Vida
Manuel era filho de Manuel Mamicônio, o futuro regente do Reino da Armênia. Segundo Fausto, o Bizantino, ajudou seu pai na luta contra o rei Varasdates (r. 374–378) em 378, quase matando-o com uma lança, porém foi impedido por seu pai que gritou "Não sejam assassinos de seu senhor".